# Metaltown Festival
Il Metaltown Festival è un festival musicale che si svolge a Göteborg (Svezia) e che ospita gruppi musicali rock e metal.

## Storia
La prima edizione si è svolta nell'estate del 2004 e ha visto un totale di circa 5.000 spettatori e più di una decina di gruppi sul palco tra i quali Alice Cooper, Turbonegro, Edguy and In Flames.
Successivamente si sono esibiti artisti del calibro dei Rammstein, degli Hammerfall, degli Apocalyptica e ancora Slayer, Mastodon e Machine Head. L'ultima edizione del 2008 ha visto la presenza di circa 15,000 spettatori.
È da ricordare, infine, che il festival è nato come un evento da svolgersi in un unico giorno ma che nel 2008 è diventato un evento a doppia data.

## Artisti Partecipanti

### 2013
- All That Remains
- Amaranthe
- Asking Alexandria
- Between the Buried and Me
- Bombus
- Carcass
- Clutch
- Cult of Luna
- Constrain
- Crunge
- Danko Jones
- Danzig  (Misfits set)
- The Devil Wears Prada
- The Dillinger Escape Plan
- Eldkraft
- Entombed
- Graveyard
- Katatonia
- Korn
- Kvelertak
- Love And Death
- Marduk
- Meshuggah
- Motörhead
- Naglfar
- Napalm Death
- Nox Vorago
- Pentagram
- Port Noir
- Sabaton
- Slipknot
- Soilwork
- The Resistance
- The Sword
- The Ghost Inside
- Terra Tenebrosa
- Thyrfing
- Witchcraft

### 2012
- Adept
- Alenah
- Anthrax
- Aura Noir
- Avatar
- Candlemass
- Dark Tranquillity
- Darkest Hour
- Death Destruction
- Descend
- Dethrone
- DevilDriver
- Engel
- Gojira
- Hypocrisy
- Imminence
- In Flames
- Jason Rouse
- Killswitch Engage
- Kobra and the Lotus
- Kyuss Lives!
- Lamb of God
- Marilyn Manson
- Machine Head
- Mastodon
- Mayhem
- Nasum
- Opeth
- Oz
- Pain
- Pain of Salvation
- Primordial
- Sabaton
- Sectu
- Seventribe
- Shining
- Skeletonwitch
- Soulfly
- Slayer
- Start a Fire
- Trivium
- Unleashed
- Vader
- Vildhjarta
- Voiceless Location
- Who Torched Cinderella
- Within Temptation
- Year of the Goat

### 2011
- All That Remains
- Amaranthe
- Anvil
- Arch Enemy
- At the Gates
- Avenged Sevenfold
- Avenir
- The Black Dahlia Murder
- Baptized in Blood
- Bring Me the Horizon
- Cavalera Conspiracy
- Corroded
- Cradle of Filth
- The Damned Things
- DeathDestruction
- Deicide
- Devin Townsend Project
- Doctor Midnight & The Mercy Cult
- Evergrey
- Escape the fate
- F.K.Ü
- Ghost
- Graveyard
- Hellzapoppin Sideshow
- Humanity's Last Breath
- Human Desolation
- Insense
- Khoma
- Korn
- Last View
- Madball
- Meshuggah
- Parkway Drive
- Raubtier
- Soilwork
- Sparzanza
- System of a Down
- Torture Division
- Volbeat
- Yersinia
- Watain

### 2010
- 69 Eyes
- Adept
- Amon Amarth
- Between The Buried and Me
- Bleeding Through
- Brian Welch
- Bullet for My Valentine
- Coheed and Cambria
- Cynic
- Dark Tranquillity
- Dream Evil
- Eldrimner
- Finntroll
- From This Moment
- Garcia Plays Kyuss
- Hatebreed
- HellYeah
- In Flames
- Katatonia
- Kreator
- Lednote
- Nile
- Rammstein
- Raubtier
- Raunchy
- Sabaton
- Skindred
- Sodom
- Sonic Syndicate
- Soulfly
- Walking with Strangers
- Witchery

### 2009
- Marilyn Manson
- Disturbed
- Volbeat
- Dir en grey
- DragonForce
- Children of Bodom
- Napalm Death
- Trivium
- Girugämesh
- Pain
- Municipal Waste
- Mucc
- August Burns Red
- Bring Me the Horizon
- Bullet
- Dead by April
- Pilgrimz

### 2008
- In Flames
- Nightwish
- Cavalera Conspiracy
- Chris Cornell (cancellato)
- Monster Magnet
- Dimmu Borgir
- Danko Jones
- Bullet for My Valentine
- Converge
- Dark Tranquillity
- Finntroll
- Hardcore Superstar
- Sabaton
- Soilwork
- Tiamat
- Amon Amarth
- Clutch
- Job for a Cowboy (cancellato)
- Opeth (cancellato)
- Killswitch Engage
- Nifelheim
- Die Mannequin
- Graveyard
- Sonic Syndicate
- Lillasyster
- Path of No Return
- SIC
- Witchcraft
- Cimmerian Dome
- Dr Livingdead
- Keld
- Torture Division
- Dead by April (cancellato)
- Avatar
- Marionette
- Satyricon
- The Brother Grim Side Show

### 2007
- Slayer
- Mastodon
- Machine Head
- Meshuggah
- Raised Fist
- Nine
- Cult of Luna
- Hardcore Superstar
- Sturm und Drang
- Sonic Syndicate
- Marduk
- Ill Niño
- Candlemass
- Entombed
- Mustasch

### 2006
- Cradle of Filth
- Danko Jones
- Electric Earth
- Engel
- Enter The Hunt
- Entombed
- Evergrey
- Fingerspitzengefühl
- Khoma
- Manimal
- Motörhead
- Opeth
- Satyricon
- Soilwork
- Sparzanza
- The Haunted
- Tool

### 2005
- Apocalyptica
- Dark Tranquillity
- Hanoi Rocks
- Hammerfall
- Rammstein
- Beseech
- Enter The Hunt
- Tiamat
- Sentenced
- Nine
- All Ends
- Kakaphonia
- Hell N' Diesel

### 2004
- Alice Cooper
- Totalt Jävla Mörker
- Turbonegro
- Dimmu Borgir
- Brides of Destruction
- In Flames
- K2
- Evergrey
- Mustasch
- Edguy
- Within Y
- Debase
- Notre Dame